# Цемент осадових порід
Цемент осадових порід – речовини, які скріплюють частинки осадів і перетворюють їх в щільну гірську породу. 

Структура вапняка. Цемент осадової породи скріплює породотвірні часточки вапняка.

Виділяють такі різновиди цементу осадових порід: 
- за речовинним складом – глинистий, карбонатний, сульфатний, кременистий, хлоритовий і ін.;
- за структурою речовини – аморфний, тонкоаґреґатний, пелітоморфний, зернистий;
- за співвідношенням з цементувальним матеріалом – базальтовий, контактовий, поровий, плівковий;
- за часом утворення – первинний, вторинний;
- за характером розподілу – рівномірний, нерівномірний.